# Panorama Ridge (King George Island)
Panorama Ridge (englisch; polnisch Grań Panorama) ist ein Gebirgskamm auf King George Island im Archipel der Südlichen Shetlandinseln. Er erstreckt sich zwischen dem Point Thomas und dem Jardine Peak. Er ist Quellgebiet des Geographers Creek und des Petrified Forest Creek.
Polnische Wissenschaftler benannten ihn 1980 nach der sich bietenden Aussicht über den Ezcurra-Fjord und die polnische Arctowski-Station am Ufer der Admiralty Bay.